# ゴルカ・ベルドゥゴ
ゴルカ・ベルドゥゴ（Gorka Verdugo、1978年11月4日 - ）は、スペイン、パンプローナ県エチャリ＝アラナツ出身の自転車競技（ロードレース）選手。

## 来歴
2004年にエウスカルテル・エウスカディと契約し、以後同チームに所属。
2008年
- パリ〜ニース 総合7位
- カタルーニャ一周 総合10位

2012年
- ブエルタ・ア・エスパーニャ 総合11位
- ジロ・デル・ピエモンテ 3位